# Martin Dahlin
Dan Martin Nathaniel Dahlin (Uddevalla, 16 de abril de 1968) é um ex-futebolista sueco que atuava como centroavante.[carece de fontes?] Filho de pai negro venezuelano e de mãe nórdica sueca, costuma ser referido como o primeiro não-branco a defender a Seleção Sueca, embora na realidade tenha sido antecedido por Jean-Paul Vonderburg.
Por sua semelhança com o célebre jogador de futebol americano O. J. Simpson, ganhou o apelido de "O.J.". Seu primeiro nome é uma homenagem de seu pai a Martin Luther King Jr.

## Carreira

### Início
Nascido em Uddevalla e criado em Lund, Dahlin começou sua carreira jogando pelo Malmö. Formando ataque junto a outros astros como Stefan Schwarz e Patrik Andersson, foi campeão sueco em 1988 e da Copa da Suécia em 1989.

### Borussia Mönchengladbach
Seu grande sucesso jogando no campeonato local o levou a se transferir para o futebol alemão, onde atuou pelo Borussia Mönchengladbach. No time alemão foi eleito, em 1993, o melhor jogador sueco do ano. Dois anos depois, formando dupla com o polêmico atacante Stefan Effenberg em 1995, sagrou-se campeão da Copa da Alemanha.

### Roma
Depois de lesionar o joelho na Alemanha, Dahlin foi contratado pela Roma, onde jogou ao lado de Abel Balbo e Gabriel Batistuta. No entanto, a concorrência com os argentinos minou seu espaço nos giallorossi, fazendo com que o sueco só atuasse três partidas. Voltou por empréstimo ao Mönchengladbach, onde reencontrou seu bom futebol ao marcar 10 gols em 19 partidas.

### Blackburn e Hamburgo
Em 1997, foi contratado pelo Blackburn. Em sua primeira temporada no clube, marcou quatro gols em 19 partidas, porém a temporada seguinte não foi boa para Dahlin: o atacante sofreu uma lesão durante um treino, fazendo com que ele atuasse apenas cinco vezes. Emprestado ao Hamburgo em 1999, teve novamente uma passagem infeliz: apenas oito jogos e a aposentadoria precoce, ao final da temporada, com apenas 31 anos.

## Seleção Nacional
Pela Seleção Sueca, Dahlin realizou 60 partidas e anotou 29 gols. O atacante disputou três competições oficiais: as Olímpiadas de 1988, a Eurocopa de 1992 e a Copa do Mundo de 1994. No realizado nos Estados Unidos, o jogador balançou as redes quatro vezes — um gol contra Camarões, dois contra a Rússia e outro contra a Arábia Saudita. Aposentou-se da Seleção em 1997, aos 29 anos, depois da Suécia não se classificar para a Eurocopa de 1996 e para a Copa do Mundo de 1998.

## Vida pessoal
Após pendurar as chuteiras, Dahlin trabalhou como agente de jogadores em parceria com seu ex-companheiro de Seleção Roger Ljung, e teve como clientes os suecos Markus Rosenberg, Ola Toivonen, Guillermo Molins, Jonas Olsson e Behrang Safari. Fluente em três idiomas (sueco, inglês e alemão), também trabalha no ramo da moda e é dono de uma grife de roupas que leva seu sobrenome.

## Títulos
Borussia Mönchengladbach
- Copa da Alemanha: 1991–92 e 1994–95

### Prêmios individuais
- Artilheiro do Campeonato Sueco: 1988
- Bola de Ouro (Suécia): 1993
- Seleção da temporada da Bundesliga pela Kicker: 1995–96